# Караджич, Шуйо
Василий Шуйо Караджич (серб. Шујо Караџић) — известный черногорский герой Дробняка. Караджичи — род из Дробняка, а именно из Петньицы. Вместе с Новицей Церовичем и Мирко Алексичем организовал захват и казнь Смаил-ага Ченгича. Согласно историческим записям, Смаил-ага был убит Мирко Алексичем, однако, есть версия, в которой Шуйо Караджич должен был убить Смаил-агу, но Мирко был быстрее и отрубил ему голову первым.
Шуйо Караджич связан с Карагеоргием тем, что был дробнячским предводителем в захвате Белграда в первом сербском восстании. К дробнякцам в завоевание Белграда присоединились и Васоевичи.
Шуйо Караджич считается предком Радована Караджича.